# Михайловка (Саргатский район)
Михайловка — деревня в Саргатском районе Омской области. входит в состав Баженовского сельского поселения.

## История
Основана в 1891 г. В 1928 г. состояла из 160 хозяйств, основное население — русские. Центр Михайловского сельсовета Саргатского района Омского округа Сибирского края.

## Население
| 1926 | 2010 |
| ---- | ---- |
| 871  | ↘407 |